# Звежно
Звежно (пол. Zwierzno, нім. Thiergart) — село в Польщі, у гміні Маркуси Ельблонзького повіту Вармінсько-Мазурського воєводства.
Населення — 446 осіб (2011).
У 1975-1998 роках село належало до Ельблонзького воєводства.

## Демографія
Демографічна структура станом на 31 березня 2011 року:
|          | Загалом | Допрацездатний вік | Працездатний вік | Постпрацездатний вік |
| -------- | ------- | ------------------ | ---------------- | -------------------- |
| Чоловіки | 217     | 66                 | 135              | 16                   |
| Жінки    | 229     | 50                 | 138              | 41                   |
| Разом    | 446     | 116                | 273              | 57                   |